# Hua Tuo

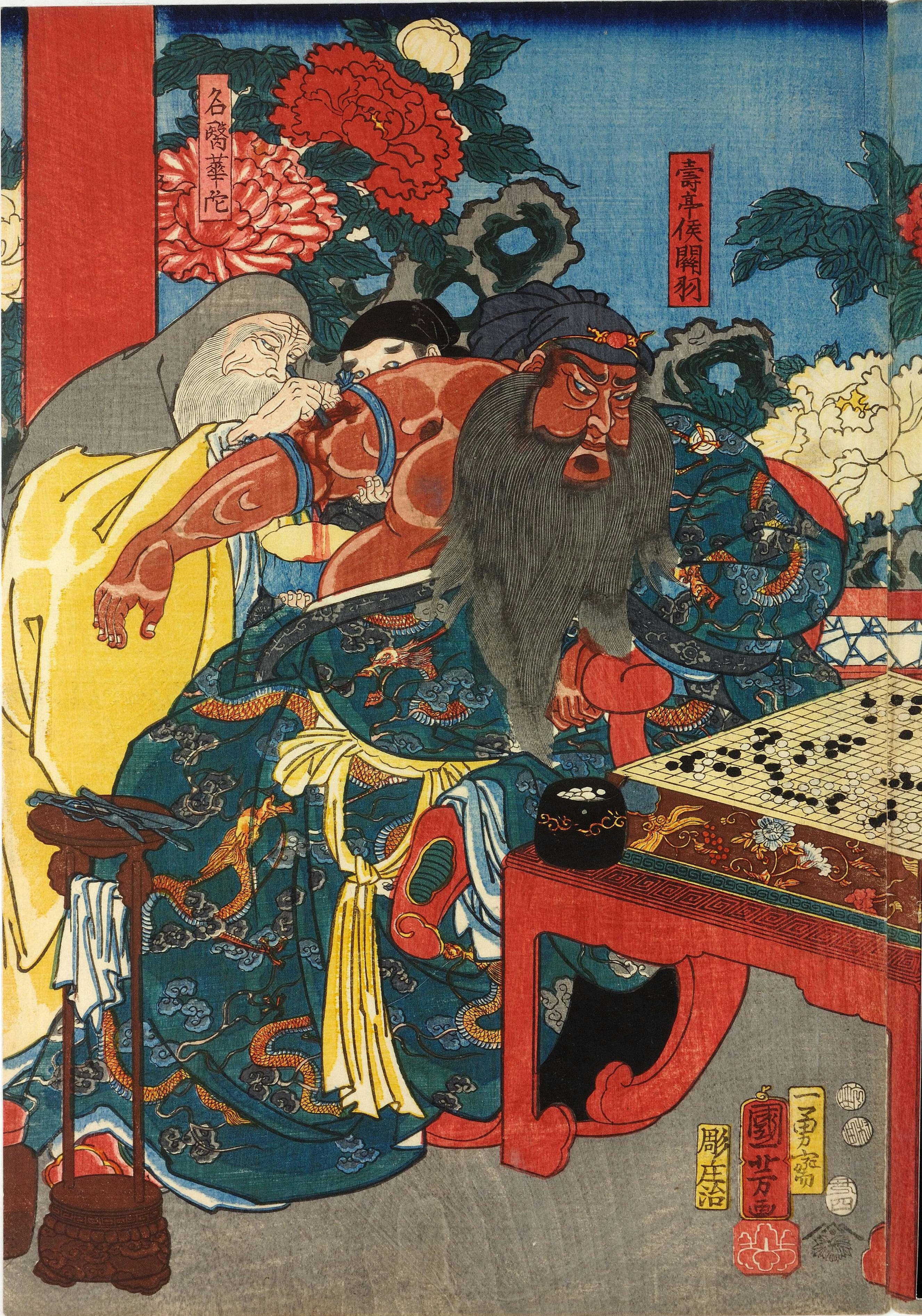
Guan Yu atendido por su médico Hua Tuo.

Hua Tuo (c. 140-208), de nombre de cortesía Yuanhua, fue un médico chino que vivió durante los últimos años de la dinastía Han oriental. Los textos históricos Registros de los Tres Reinos y Libro de Han Posterior registran a Hua Tuo como la primera persona en China que utilizó la anestesia durante una intervención quirúrgica. Utilizaba un anestésico general que combinaba vino con un brebaje de hierbas llamado mafeisan (麻沸散; literalmente "polvo de hervir cannabis"). Además de ser respetado por su pericia en cirugía y anestesia, Hua Tuo era famoso por sus habilidades en acupuntura, moxibustión, fitoterapia y ejercicios médicos Daoyin. Desarrolló el Wuqinxi (五禽戲; literalmente "Juego de los Cinco Animales") a partir del estudio de los movimientos del tigre, el ciervo, el oso, el mono y la grulla.